# Grand Prix de Voleibol de 2008

O Grand Prix de Voleibol de 2008 foi a 16ª edição do torneio feminino de voleibol organizado pela Federação Internacional FIVB. Foi disputado por doze países entre 20 de junho e 13 de julho. A Fase Final foi realizada em Yokohama, no Japão.
O Brasil conquistou o sétimo título ao vencer todas as partidas da fase final.

## Equipes participantes
Equipes que participaram da edição 2008 do Grand Prix
- Alemanha
- Brasil
- Cazaquistão
- China
- Cuba
- Estados Unidos
- Itália
- Japão
- Polónia
- República Dominicana
- Tailândia
- Turquia

## Primeira Rodada

### Grupo A - Kobe
| Pos | Equipe         | Pts | V | D | PP  | PC  | PA    | SP | SC | SA    |
| --- | -------------- | --- | - | - | --- | --- | ----- | -- | -- | ----- |
| 1   | Turquia        | 5   | 2 | 1 | 272 | 245 | 1,110 | 8  | 4  | 2,000 |
| 2   | Estados Unidos | 5   | 2 | 1 | 271 | 251 | 1,080 | 7  | 5  | 1,400 |
| 3   | Japão          | 5   | 2 | 1 | 279 | 260 | 1,073 | 8  | 5  | 1,600 |
| 4   | Cazaquistão    | 3   | 0 | 3 | 160 | 226 | 0,708 | 0  | 9  | 0     |

PTS - pontos, J - jogos, V - vitórias, D - derrotas, PP - pontos pró, PC - pontos contra, PA - pontos average, SP - sets pró, SC - sets contra, SA - sets average
| Data  | Jogo        | Jogo | Jogo           | Parciais | Parciais | Parciais | Parciais | Parciais |
| Data  | Jogo        | Jogo | Jogo           | 1        | 2        | 3        | 4        | 5        |
| ----- | ----------- | ---- | -------------- | -------- | -------- | -------- | -------- | -------- |
| 20/06 | Turquia     | 3-1  | Estados Unidos | 28-26    | 25-16    | 21-25    | 25-19    | -        |
| 20/06 | Japão       | 3-0  | Cazaquistão    | 25-17    | 25-13    | 25-23    | -        | -        |
| 21/06 | Cazaquistão | 0-3  | Estados Unidos | 16-25    | 17-25    | 18-25    | -        | -        |
| 21/06 | Japão       | 3-2  | Turquia        | 21-25    | 25-16    | 17-25    | 25-19    | 15-12    |
| 22/06 | Cazaquistão | 0-3  | Turquia        | 17-25    | 24-26    | 15-25    | -        | -        |
| 22/06 | Japão       | 2-3  | Estados Unidos | 29-27    | 18-25    | 25-18    | 16-25    | 13-15    |

### Grupo B - Ningbo
| Pos | Equipe    | Pts | V | D | PP  | PC  | PA    | SP | SC | SA    |
| --- | --------- | --- | - | - | --- | --- | ----- | -- | -- | ----- |
| 1   | China     | 6   | 3 | 0 | 279 | 231 | 1,208 | 9  | 3  | 3,000 |
| 2   | Brasil    | 5   | 2 | 1 | 279 | 266 | 1,049 | 8  | 4  | 2,000 |
| 3   | Alemanha  | 4   | 1 | 2 | 266 | 275 | 0,967 | 5  | 7  | 0,714 |
| 4   | Tailândia | 3   | 0 | 3 | 192 | 244 | 0,787 | 1  | 9  | 0,111 |

PTS - pontos, J - jogos, V - vitórias, D - derrotas, PP - pontos pró, PC - pontos contra, PA - pontos average, SP - sets pró, SC - sets contra, SA - sets average
| Data  | Jogo     | Jogo | Jogo      | Parciais | Parciais | Parciais | Parciais | Parciais |
| Data  | Jogo     | Jogo | Jogo      | 1        | 2        | 3        | 4        | 5        |
| ----- | -------- | ---- | --------- | -------- | -------- | -------- | -------- | -------- |
| 20/06 | Brasil   | 3-0  | Tailândia | 25-22    | 25-18    | 25-20    | -        | -        |
| 20/06 | China    | 3-1  | Alemanha  | 19-25    | 25-19    | 25-11    | 25-21    | -        |
| 21/06 | China    | 3-0  | Tailândia | 25-11    | 25-16    | 25-19    | -        | -        |
| 21/06 | Alemanha | 1-3  | Brasil    | 25-15    | 23-25    | 20-25    | 28-30    | -        |
| 22/06 | Alemanha | 3-1  | Tailândia | 19-25    | 25-18    | 25-21    | 25-22    | -        |
| 22/06 | China    | 3-2  | Brasil    | 22-25    | 26-24    | 22-25    | 25-22    | 15-13    |

### Grupo C - Alassio
| Pos | Equipe               | Pts | V | D | PP  | PC  | PA    | SP | SC | SA    |
| --- | -------------------- | --- | - | - | --- | --- | ----- | -- | -- | ----- |
| 1   | Itália               | 6   | 3 | 0 | 271 | 229 | 1,183 | 9  | 2  | 4,500 |
| 2   | Cuba                 | 5   | 2 | 1 | 253 | 231 | 1,095 | 6  | 4  | 1,500 |
| 3   | República Dominicana | 4   | 1 | 2 | 239 | 274 | 0,872 | 4  | 8  | 0,500 |
| 4   | Polónia              | 3   | 0 | 3 | 281 | 310 | 0,906 | 4  | 9  | 0,444 |

PTS - pontos, J - jogos, V - vitórias, D - derrotas, PP - pontos pró, PC - pontos contra, PA - pontos average, SP - sets pró, SC - sets contra, SA - sets average
| Data  | Jogo    | Jogo | Jogo                 | Parciais | Parciais | Parciais | Parciais | Parciais |
| Data  | Jogo    | Jogo | Jogo                 | 1        | 2        | 3        | 4        | 5        |
| ----- | ------- | ---- | -------------------- | -------- | -------- | -------- | -------- | -------- |
| 20/06 | Cuba    | 3-1  | Polônia              | 25-20    | 29-31    | 25-21    | 26-24    | -        |
| 20/06 | Itália  | 3-1  | República Dominicana | 19-25    | 25-19    | 25-17    | 25-15    | -        |
| 21/06 | Cuba    | 3-0  | República Dominicana | 25-22    | 25-15    | 25-19    | -        | -        |
| 21/06 | Itália  | 3-1  | Polônia              | 25-17    | 25-22    | 23-25    | 25-16    | -        |
| 22/06 | Polônia | 2-3  | República Dominicana | 21-25    | 25-23    | 25-19    | 23-25    | 11-15    |
| 22/06 | Itália  | 3-0  | Cuba                 | 25-23    | 27-25    | 27-25    | -        | -        |

## Segunda Rodada

### Grupo D - Vinh Phuc
| Pos | Equipe      | Pts | V | D | PP  | PC  | PA    | SP | SC | SA    |
| --- | ----------- | --- | - | - | --- | --- | ----- | -- | -- | ----- |
| 1   | Brasil      | 6   | 3 | 0 | 227 | 159 | 1,428 | 9  | 0  | MAX   |
| 2   | Turquia     | 5   | 2 | 1 | 232 | 216 | 1,074 | 6  | 4  | 1,500 |
| 3   | Alemanha    | 4   | 1 | 2 | 219 | 234 | 0,936 | 4  | 6  | 0,667 |
| 4   | Cazaquistão | 3   | 0 | 3 | 156 | 225 | 0,693 | 0  | 9  | 0     |

PTS - pontos, J - jogos, V - vitórias, D - derrotas, PP - pontos pró, PC - pontos contra, PA - pontos average, SP - sets pró, SC - sets contra, SA - sets average
| Data  | Jogo        | Jogo | Jogo        | Parciais | Parciais | Parciais | Parciais | Parciais |
| Data  | Jogo        | Jogo | Jogo        | 1        | 2        | 3        | 4        | 5        |
| ----- | ----------- | ---- | ----------- | -------- | -------- | -------- | -------- | -------- |
| 27/06 | Brasil      | 3-0  | Cazaquistão | 25-10    | 25-17    | 25-19    | -        | -        |
| 27/06 | Turquia     | 3-1  | Alemanha    | 25-21    | 25-22    | 25-27    | 25-18    | -        |
| 28/06 | Cazaquistão | 0-3  | Alemanha    | 17-25    | 19-25    | 21-25    | -        | -        |
| 28/06 | Brasil      | 3-0  | Turquia     | 25-23    | 25-19    | 25-15    | -        | -        |
| 29/06 | Alemanha    | 0-3  | Brasil      | 15-25    | 25-27    | 16-25    | -        | -        |
| 29/06 | Turquia     | 3-0  | Cazaquistão | 25-16    | 25-20    | 25-17    | -        | -        |

### Grupo E - Wroclaw
| Pos | Equipe               | Pts | V | D | PP  | PC  | PA    | SP | SC | SA    |
| --- | -------------------- | --- | - | - | --- | --- | ----- | -- | -- | ----- |
| 1   | Estados Unidos       | 6   | 3 | 0 | 251 | 183 | 1,372 | 9  | 1  | 9,000 |
| 2   | República Dominicana | 5   | 2 | 1 | 247 | 247 | 1,000 | 6  | 5  | 1,200 |
| 3   | Tailândia            | 4   | 1 | 2 | 266 | 298 | 0,893 | 5  | 8  | 0,625 |
| 4   | Polónia              | 3   | 0 | 3 | 235 | 271 | 0,867 | 3  | 9  | 0,333 |

PTS - pontos, J - jogos, V - vitórias, D - derrotas, PP - pontos pró, PC - pontos contra, PA - pontos average, SP - sets pró, SC - sets contra, SA - sets average
| Data  | Jogo           | Jogo | Jogo                 | Parciais | Parciais | Parciais | Parciais | Parciais |
| Data  | Jogo           | Jogo | Jogo                 | 1        | 2        | 3        | 4        | 5        |
| ----- | -------------- | ---- | -------------------- | -------- | -------- | -------- | -------- | -------- |
| 27/06 | Polônia        | 1-3  | República Dominicana | 22-25    | 25-19    | 17-25    | 20-25    | -        |
| 27/06 | Tailândia      | 1-3  | Estados Unidos       | 18-25    | 17-25    | 28-26    | 13-25    | -        |
| 28/06 | Polônia        | 2-3  | Tailândia            | 25-19    | 21-25    | 25-18    | 23-25    | 4-15     |
| 28/06 | Estados Unidos | 3-0  | República Dominicana | 25-13    | 25-21    | 25-20    | -        | -        |
| 29/06 | Polônia        | 0-3  | Estados Unidos       | 17-25    | 16-25    | 20-25    | -        | -        |
| 29/06 | Tailândia      | 1-3  | República Dominicana | 19-25    | 26-24    | 21-25    | 22-25    | -        |

### Grupo F - Hong Kong
| Pos | Equipe | Pts | V | D | PP  | PC  | PA    | SP | SC | SA    |
| --- | ------ | --- | - | - | --- | --- | ----- | -- | -- | ----- |
| 1   | China  | 6   | 3 | 0 | 296 | 272 | 1,088 | 9  | 4  | 2,250 |
| 2   | Itália | 5   | 2 | 1 | 283 | 267 | 1,060 | 8  | 5  | 1,600 |
| 3   | Cuba   | 4   | 1 | 2 | 303 | 297 | 1,020 | 7  | 7  | 1,000 |
| 4   | Japão  | 3   | 0 | 3 | 205 | 251 | 0,817 | 1  | 9  | 0,111 |

PTS - pontos, J - jogos, V - vitórias, D - derrotas, PP - pontos pró, PC - pontos contra, PA - pontos average, SP - sets pró, SC - sets contra, SA - sets average
| Data  | Jogo   | Jogo | Jogo   | Parciais | Parciais | Parciais | Parciais | Parciais |
| Data  | Jogo   | Jogo | Jogo   | 1        | 2        | 3        | 4        | 5        |
| ----- | ------ | ---- | ------ | -------- | -------- | -------- | -------- | -------- |
| 27/06 | Itália | 3-0  | Japão  | 25-17    | 25-20    | 25-22    | -        | -        |
| 27/06 | China  | 3-2  | Cuba   | 25-18    | 25-27    | 21-25    | 25-21    | 15-13    |
| 28/06 | Cuba   | 2-3  | Itália | 25-21    | 19-25    | 25-19    | 20-25    | 13-15    |
| 28/06 | China  | 3-0  | Japão  | 25-16    | 29-27    | 25-22    | -        | -        |
| 29/06 | Japão  | 1-3  | Cuba   | 25-22    | 21-25    | 19-25    | 16-25    | -        |
| 29/06 | China  | 3-2  | Itália | 18-25    | 25-20    | 21-25    | 27-25    | 15-8     |

## Terceira Rodada

### Grupo G - Bankok
| Pos | Equipe      | Pts | V | D | PP  | PC  | PA    | SP | SC | SA    |
| --- | ----------- | --- | - | - | --- | --- | ----- | -- | -- | ----- |
| 1   | Cuba        | 6   | 3 | 0 | 300 | 257 | 1,167 | 9  | 4  | 2,250 |
| 2   | Alemanha    | 5   | 2 | 1 | 225 | 200 | 1,125 | 7  | 3  | 2,335 |
| 3   | Cazaquistão | 4   | 1 | 2 | 236 | 274 | 0,861 | 4  | 8  | 0,500 |
| 4   | Tailândia   | 3   | 0 | 3 | 252 | 282 | 0,894 | 4  | 9  | 0,444 |

PTS - pontos, J - jogos, V - vitórias, D - derrotas, PP - pontos pró, PC - pontos contra, PA - pontos average, SP - sets pró, SC - sets contra, SA - sets average
| Data | Jogo        | Jogo | Jogo        | Parciais | Parciais | Parciais | Parciais | Parciais |
| Data | Jogo        | Jogo | Jogo        | 1        | 2        | 3        | 4        | 5        |
| ---- | ----------- | ---- | ----------- | -------- | -------- | -------- | -------- | -------- |
| 4/07 | Tailândia   | 2-3  | Cazaquistão | 19-25    | 19-25    | 25-19    | 25-17    | 14-16    |
| 4/07 | Cuba        | 3-1  | Alemanha    | 23-25    | 25-21    | 25-8     | 25-21    | -        |
| 5/07 | Alemanha    | 3-0  | Tailândia   | 25-18    | 25-15    | 25-16    | -        | -        |
| 5/07 | Cazaquistão | 1-3  | Cuba        | 25-22    | 19-25    | 21-25    | 16-25    | -        |
| 6/07 | Tailândia   | 2-3  | Cuba        | 20-25    | 22-25    | 25-23    | 25-17    | 9-15     |
| 6/07 | Alemanha    | 3-0  | Cazaquistão | 25-15    | 25-19    | 25-19    | -        | -        |

### Grupo H - Taipé
| Pos | Equipe         | Pts | V | D | PP  | PC  | PA    | SP | SC | SA    |
| --- | -------------- | --- | - | - | --- | --- | ----- | -- | -- | ----- |
| 1   | Itália         | 6   | 3 | 0 | 290 | 255 | 1,137 | 9  | 3  | 3,000 |
| 2   | Estados Unidos | 5   | 2 | 1 | 249 | 230 | 1,083 | 6  | 5  | 1,200 |
| 3   | Polónia        | 4   | 1 | 2 | 252 | 274 | 0,920 | 6  | 6  | 1,000 |
| 4   | Turquia        | 3   | 0 | 3 | 239 | 271 | 0,882 | 2  | 9  | 0,222 |

PTS - pontos, J - jogos, V - vitórias, D - derrotas, PP - pontos pró, PC - pontos contra, PA - pontos average, SP - sets pró, SC - sets contra, SA - sets average
| Data | Jogo           | Jogo | Jogo           | Parciais | Parciais | Parciais | Parciais | Parciais |
| Data | Jogo           | Jogo | Jogo           | 1        | 2        | 3        | 4        | 5        |
| ---- | -------------- | ---- | -------------- | -------- | -------- | -------- | -------- | -------- |
| 4/07 | Estados Unidos | 3-1  | Polônia        | 20-25    | 25-23    | 25-19    | 25-10    | -        |
| 4/07 | Itália         | 3-1  | Turquia        | 25-20    | 21-25    | 30-28    | 25-23    | -        |
| 5/07 | Estados Unidos | 3-1  | Turquia        | 25-16    | 25-20    | 20-25    | 25-17    | -        |
| 5/07 | Itália         | 3-2  | Polônia        | 23-25    | 23-25    | 25-20    | 25-14    | 18-16    |
| 6/07 | Polônia        | 3-0  | Turquia        | 25-21    | 25-22    | 25-22    | -        | -        |
| 6/07 | Itália         | 3-0  | Estados Unidos | 25-22    | 25-21    | 25-16    | -        | -        |

### Grupo I - Macau
| Pos | Equipe               | Pts | V | D | PP  | PC  | PA    | SP | SC | SA    |
| --- | -------------------- | --- | - | - | --- | --- | ----- | -- | -- | ----- |
| 1   | Brasil               | 6   | 3 | 0 | 260 | 214 | 1,215 | 9  | 2  | 4,500 |
| 2   | China                | 5   | 2 | 1 | 208 | 184 | 1,130 | 6  | 3  | 2,000 |
| 3   | República Dominicana | 4   | 1 | 2 | 239 | 240 | 0,996 | 5  | 6  | 0,833 |
| 4   | Japão                | 3   | 0 | 3 | 157 | 226 | 0,695 | 0  | 9  | 0     |

PTS - pontos, J - jogos, V - vitórias, D - derrotas, PP - pontos pró, PC - pontos contra, PA - pontos average, SP - sets pró, SC - sets contra, SA - sets average
| Data | Jogo   | Jogo | Jogo                 | Parciais | Parciais | Parciais | Parciais | Parciais |
| Data | Jogo   | Jogo | Jogo                 | 1        | 2        | 3        | 4        | 5        |
| ---- | ------ | ---- | -------------------- | -------- | -------- | -------- | -------- | -------- |
| 4/07 | Brasil | 3-2  | República Dominicana | 23-25    | 22-25    | 25-22    | 25-23    | 15-9     |
| 4/07 | China  | 3-0  | Japão                | 25-16    | 25-19    | 25-15    | -        | -        |
| 5/07 | Brasil | 3-0  | Japão                | 25-16    | 25-21    | 25-15    | -        | -        |
| 5/07 | China  | 3-0  | República Dominicana | 25-16    | 25-22    | 25-21    | -        | -        |
| 6/07 | Japão  | 0-3  | República Dominicana | 26-24    | 13-25    | 18-25    | -        | -        |
| 6/07 | Brasil | 3-0  | China                | 25-21    | 25-17    | 25-20    | -        | -        |

## Fase final
A fase final do Grand Prix 2008 foi disputado na cidade japonesa de Yokohama entre os dias 9/07 e 13/07. As donas da casa mais as cinco equipes classificadas da fase anterior enfrentam-se num grupo único, conquistando o título a que somar o maior número de pontos ao final das cinco partidas.
| Data  | Jogo           | Jogo | Jogo           | Parciais | Parciais | Parciais | Parciais | Parciais |
| Data  | Jogo           | Jogo | Jogo           | 1        | 2        | 3        | 4        | 5        |
| ----- | -------------- | ---- | -------------- | -------- | -------- | -------- | -------- | -------- |
| 9/07  | Brasil         | 3-0  | Estados Unidos | 25-19    | 25-19    | 25-23    | -        | -        |
| 9/07  | China          | 2-3  | Itália         | 25-22    | 27-29    | 25-20    | 20-25    | 9-15     |
| 9/07  | Japão          | 1-3  | Cuba           | 25-19    | 23-25    | 18-25    | 19-25    | -        |
| 10/07 | China          | 1-3  | Cuba           | 21-25    | 25-20    | 24-26    | 16-25    | -        |
| 10/07 | Brasil         | 3-0  | Itália         | 25-20    | 25-17    | 25-23    | -        | -        |
| 10/07 | Japão          | 2-3  | Estados Unidos | 28-26    | 20-25    | 25-22    | 20-25    | 11-15    |
| 11/07 | Brasil         | 3-1  | China          | 25-18    | 25-16    | 21-25    | 25-18    | -        |
| 11/07 | Cuba           | 3-2  | Estados Unidos | 22-25    | 17-25    | 25-18    | 25-21    | 15-11    |
| 11/07 | Japão          | 3-0  | Itália         | 25-23    | 25-22    | 26-24    | -        | -        |
| 12/07 | Brasil         | 3-0  | Cuba           | 25-14    | 25-14    | 25-20    | -        | -        |
| 12/07 | Itália         | 3-1  | Estados Unidos | 25-17    | 26-28    | 25-19    | 25-19    | -        |
| 12/07 | Japão          | 1-3  | China          | 17-25    | 30-28    | 15-25    | 21-25    | -        |
| 13/07 | Estados Unidos | 3-2  | China          | 25-23    | 25-19    | 22-25    | 21-25    | 17-15    |
| 13/07 | Cuba           | 3-1  | Itália         | 28-30    | 25-18    | 25-23    | 25-19    | -        |
| 13/07 | Brasil         | 3-0  | Japão          | 25-23    | 25-23    | 25-19    | -        | -        |

| Pos | Equipe         | Pts | V | D | PP  | PC  | PA    | SP | SC | SA     |
| --- | -------------- | --- | - | - | --- | --- | ----- | -- | -- | ------ |
| 1   | Brasil         | 10  | 5 | 0 | 396 | 312 | 1,269 | 15 | 1  | 15,000 |
| 2   | Cuba           | 9   | 4 | 1 | 446 | 436 | 1,023 | 12 | 8  | 1,500  |
| 3   | Itália         | 7   | 2 | 3 | 431 | 443 | 0,973 | 7  | 12 | 0,583  |
| 4   | Estados Unidos | 7   | 2 | 3 | 467 | 491 | 0,951 | 9  | 13 | 0,692  |
| 5   | China          | 6   | 1 | 4 | 479 | 496 | 0,966 | 9  | 13 | 0,692  |
| 6   | Japão          | 6   | 1 | 4 | 413 | 454 | 0,910 | 7  | 12 | 0,583  |

PTS - pontos, J - jogos, V - vitórias, D - derrotas, PP - pontos pró, PC - pontos contra, PA - pontos average, SP - sets pró, SC - sets contra, SA - sets average

## Classificação Final
| #       | Equipe               |
| ------- | -------------------- |
| Gold.   | Brasil               |
| Silver. | Cuba                 |
| Bronze. | Itália               |
| 4.      | Estados Unidos       |
| 5.      | China                |
| 6.      | Japão                |
| 7.      | Turquia              |
| 8.      | Alemanha             |
| 9.      | República Dominicana |
| 10.     | Polónia              |
| 11.     | Tailândia            |
| 12.     | Cazaquistão          |

## Prêmios individuais
| MVP (Most Valuable Player) | Marianne Steinbrecher | Brasil |
| Melhor atacante            | Daimí Ramírez         | Cuba   |
| Melhor bloqueio            | Walewska Oliveira     | Brasil |
| Melhor saque               | Megumi Kurihara       | Japão  |
| Melhor líbero              | Yuko Sano             | Japão  |
| Melhor levantadora         | Yoshie Takeshita      | Japão  |
| Maior pontuadora           | Megumi Kurihara       | Japão  |